# Georges II d'Amboise
Georges II d'Amboise (Francia, 1488 – Chateau de Vigny, 25 agosto 1550) è stato un cardinale e arcivescovo cattolico francese, nipote per parte di padre del cardinale Giorgio I d'Amboise.

## Biografia
Era figlio di Giovanni IV d'Amboise (1440 – 1516), signore di Bussy e governatore della Normandia, e di Caterina di Saint-Belin.

### La carriera ecclesiastica
Nel 1509, a 21 anni d'età lo zio Georges I d'Amboise lo nominò arcidiacono della Cattedrale di Notre-Dame a Rouen.
L'8 agosto 1511 fu eletto arcivescovo di Rouen, succedendo allo zio. In seguito fu ordinato sacerdote il 4 dicembre 1513 e vescovo nello stesso mese.
Nel 1546, con il concistoro indetto da papa Paolo III il 15 dicembre fu nominato cardinale con il titolo di Santa Susanna e quattro anni dopo optò per il titolo dei Santi Marcellino e Pietro.

### La vita pubblica

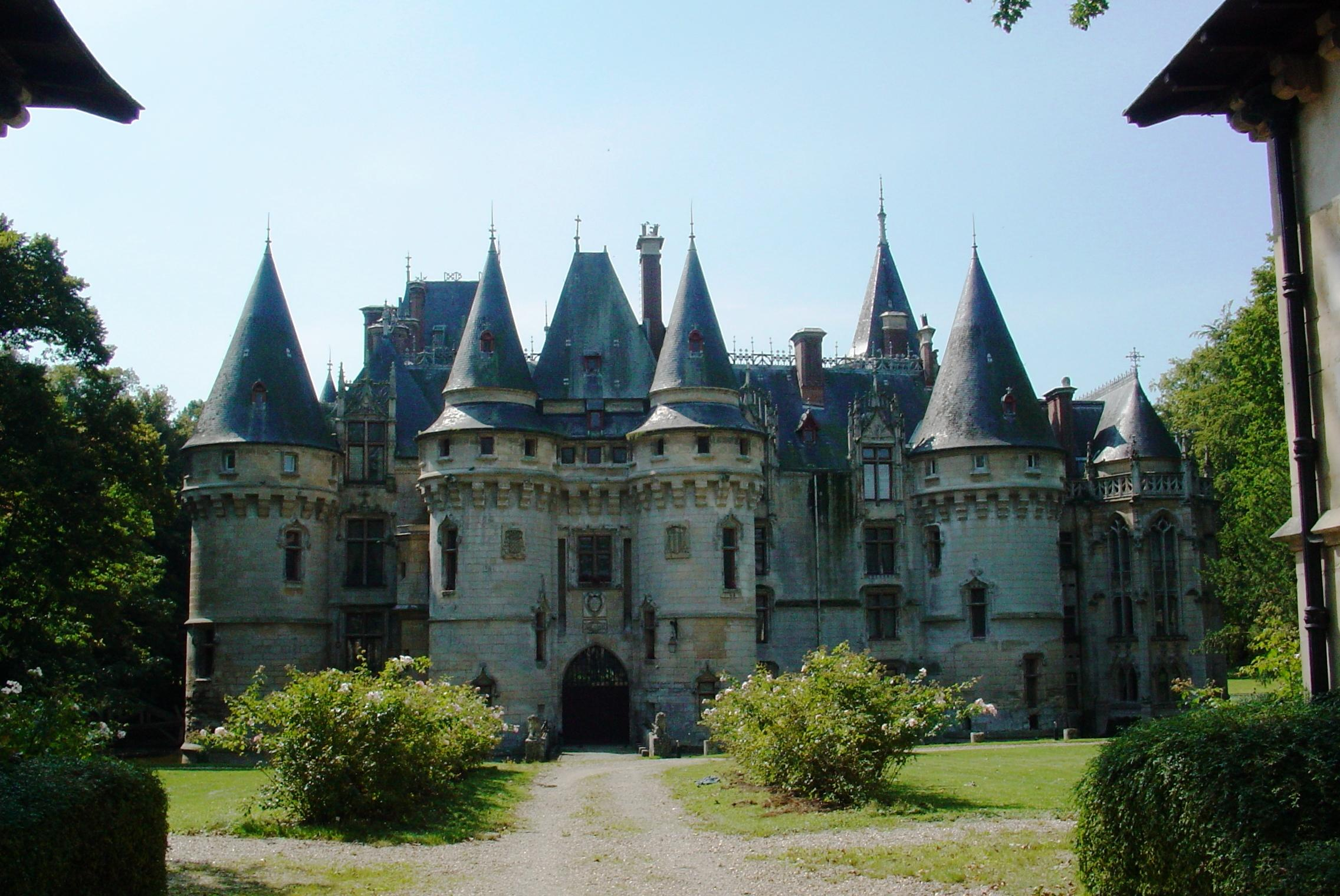
Château de Vigny

Egli era signore di Bussy, di Saxefontaine, di Vigny, ecc. Molto ricco, dava sontuosi ricevimenti nel suo castello di Gaillon ove riceveva il Re, la Regina, il Delfino ed i personaggi più eminenti del regno e stranieri.
Nel 1521 si rifiutò di pagare al re la somma di 27.000 scudi d'imposte che quello pretendeva ed in conseguenza di tale rifiuto il re Francesco I lo fece imprigionare, liberandolo solo dopo qualche mese grazie all'intervento di papa Leone X. Egli dovette tuttavia rassegnarsi ad ubbidire il 18 giugno 1523 per evitare il sequestro di tutti i beni della chiesa della sua diocesi.
Nel 1542 Francesco I pretese nuovamente da lui 100.000 scudi d'imposte

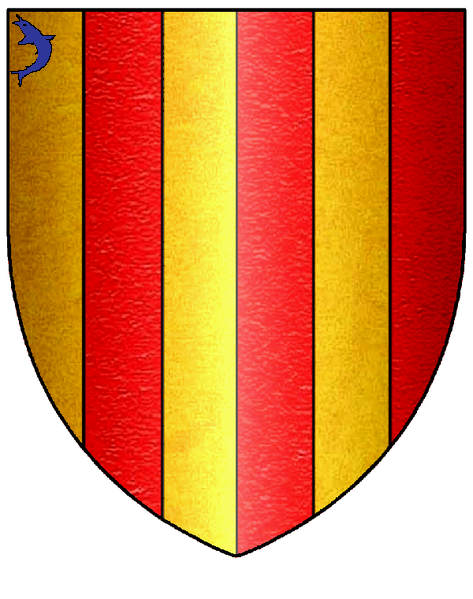
Stemma di Georges II d'Amboise

Il 5 febbraio 1550 partecipò a Roma all'elezione del cardinale Giovanni Maria Ciocchi del Monte al soglio pontificio, che prese il nome di Papa Giulio III.
Georges morì nel suo castello di Vigny poco dopo il suo rientro da Roma.
Poco prima di morire aveva venduto il suo splendido castello al connestabile Anne de Montmorency, che aveva preso sotto tutela suo nipote il chirurgo Giovanni d'Amboise.
La sua salma fu inumata nella cappella della Vergine della Cattedrale di Rouen accanto a quella dello zio Georges I d'Amboise.

## Parentele con altri porporati
Giorgio II d'Amboise, oltre ad essere nipote del cardinale Giorgio I d'Amboise, fratello del padre Giovanni IV, era cugino primo di due altri cardinali:
- Luigi II d'Amboise (1477 – 1511), nominato cardinale da papa Giulio II il 18 dicembre 1506, era figlio di Carlo I d'Amboise (1430 – 1481), fratello del padre di Giorgio, Giovanni IV d'Amboise
- Francesco Guglielmo di Castelnau de Clermont-Lodève (1480 – 1541), nominato cardinale il 29 novembre 1503 da papa Giulio II, era figlio di Pietro Tristano, barone di Castelnau-Bretonoux e di Clermont-Lodève, e di Caterina d'Amboise, sorella del padre di Giorgio, Giovanni IV d'Amboise.

## Successione apostolica
La successione apostolica è:
- Vescovo Ludovico di Canossa, O.Cist. (1517)

## Ascendenza
|                              |                           |                                    | Genitori                   |  |  | Nonni |  |  | Bisnonni                |  |  | Trisnonni               |  |
|                              |                           |                                    |                            |  |  |       |  |  | 8. Hugues III d'Amboise |  |  | 16. Hugues II d'Amboise |  |
|                              |                           |                                    |                            |  |  |       |  |  | 8. Hugues III d'Amboise |  |  | 16. Hugues II d'Amboise |  |
|                              |                           | 17. Marguerite de Joinville        |                            |  |  |       |  |  | 8. Hugues III d'Amboise |  |  |                         |  |
| 4. Pierre d'Amboise          |                           |                                    |                            |  |  |       |  |  | 8. Hugues III d'Amboise |  |  |                         |  |
|                              |                           | 9. Jeanne Guénand                  | 18. Guillaume III Guénand  |  |  |       |  |  |                         |  |  |                         |  |
|                              |                           | 9. Jeanne Guénand                  | 18. Guillaume III Guénand  |  |  |       |  |  |                         |  |  |                         |  |
|                              |                           | 9. Jeanne Guénand                  | 19. Anette d'Amboise       |  |  |       |  |  |                         |  |  |                         |  |
| 2. Jean IV d'Amboise         |                           | 9. Jeanne Guénand                  |                            |  |  |       |  |  |                         |  |  |                         |  |
|                              |                           | 10. Jean IV de Bueil               | 20. Jean III de Bueil      |  |  |       |  |  |                         |  |  |                         |  |
|                              |                           | 10. Jean IV de Bueil               | 20. Jean III de Bueil      |  |  |       |  |  |                         |  |  |                         |  |
|                              |                           | 10. Jean IV de Bueil               | 21. Jeanne d'Avoir         |  |  |       |  |  |                         |  |  |                         |  |
| 5. Anne de Bueil             |                           | 10. Jean IV de Bueil               |                            |  |  |       |  |  |                         |  |  |                         |  |
|                              |                           | 11. Marguerite-Dauphine d'Auvergne | 22. Béraud II d'Auvergne   |  |  |       |  |  |                         |  |  |                         |  |
|                              |                           | 11. Marguerite-Dauphine d'Auvergne | 22. Béraud II d'Auvergne   |  |  |       |  |  |                         |  |  |                         |  |
|                              |                           | 11. Marguerite-Dauphine d'Auvergne | 23. Marguerite de Sancerre |  |  |       |  |  |                         |  |  |                         |  |
| 1. Georges II d'Amboise      |                           | 11. Marguerite-Dauphine d'Auvergne |                            |  |  |       |  |  |                         |  |  |                         |  |
|                              | 12. Pierre de Saint-Belin | 24. Thierry de Saint-Belin         |                            |  |  |       |  |  |                         |  |  |                         |  |
|                              | 12. Pierre de Saint-Belin | 24. Thierry de Saint-Belin         |                            |  |  |       |  |  |                         |  |  |                         |  |
|                              | 12. Pierre de Saint-Belin | 25. Mahaut de Bourmont             |                            |  |  |       |  |  |                         |  |  |                         |  |
| 6. Geoffroy de Saint-Belin   | 12. Pierre de Saint-Belin |                                    |                            |  |  |       |  |  |                         |  |  |                         |  |
|                              |                           | 13. Simone de Nogent               | 26. Simon de Nogent        |  |  |       |  |  |                         |  |  |                         |  |
|                              |                           | 13. Simone de Nogent               | 26. Simon de Nogent        |  |  |       |  |  |                         |  |  |                         |  |
|                              |                           | 13. Simone de Nogent               | 27. Anne d'Oiselet         |  |  |       |  |  |                         |  |  |                         |  |
| 3. Catherine de Saint-Belin  |                           | 13. Simone de Nogent               |                            |  |  |       |  |  |                         |  |  |                         |  |
|                              |                           | 14. Robert de Baudricourt          | 28. Liébaut de Baudricourt |  |  |       |  |  |                         |  |  |                         |  |
|                              |                           | 14. Robert de Baudricourt          | 28. Liébaut de Baudricourt |  |  |       |  |  |                         |  |  |                         |  |
|                              |                           | 14. Robert de Baudricourt          | 29. Marguerite d'Aulnay    |  |  |       |  |  |                         |  |  |                         |  |
| 7. Marguerite de Baudricourt |                           | 14. Robert de Baudricourt          |                            |  |  |       |  |  |                         |  |  |                         |  |
|                              |                           | 15. Aléarde de Chambley            | 30. Ferry de Chambley      |  |  |       |  |  |                         |  |  |                         |  |
|                              |                           | 15. Aléarde de Chambley            | 30. Ferry de Chambley      |  |  |       |  |  |                         |  |  |                         |  |
|                              |                           | 15. Aléarde de Chambley            | 31. Jeanne d'Herbéviller   |  |  |       |  |  |                         |  |  |                         |  |
|                              |                           | 15. Aléarde de Chambley            |                            |  |  |       |  |  |                         |  |  |                         |  |